# Diocèse de Cloyne
Le diocèse de Cloyne est un diocèse suffragant de l'archidiocèse de Cashel et Emly en Irlande, constitué en 580. Son évêque depuis 2012 est William Crean (en).

## Territoire
Le diocèse comprend la partie nord-est du comté de Cork et porte le nom de la ville de Cloyne.
Le siège de l'évêque est au village pittoresque de Cobh, où se trouve la cathédrale Saint-Colman.
Le territoire couvre 3 440 km², et il est divisé en 46 paroisses, desservies par 10 diacres et 98 prêtres (96 diocésains et 2 religieux).

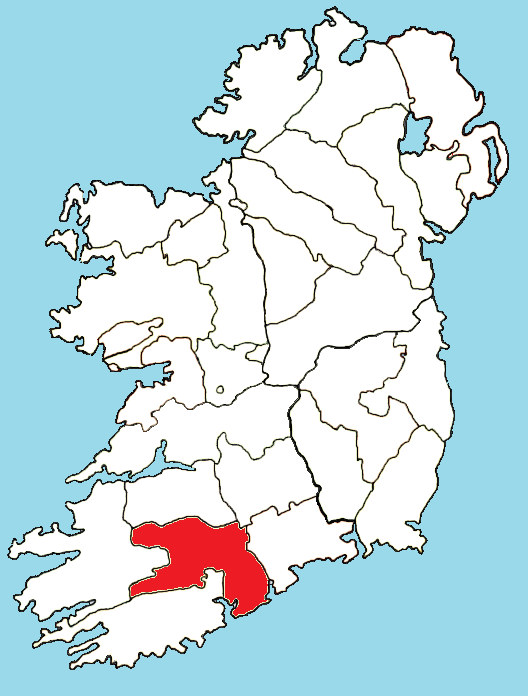
Emplacement du diocèse en Irlande.
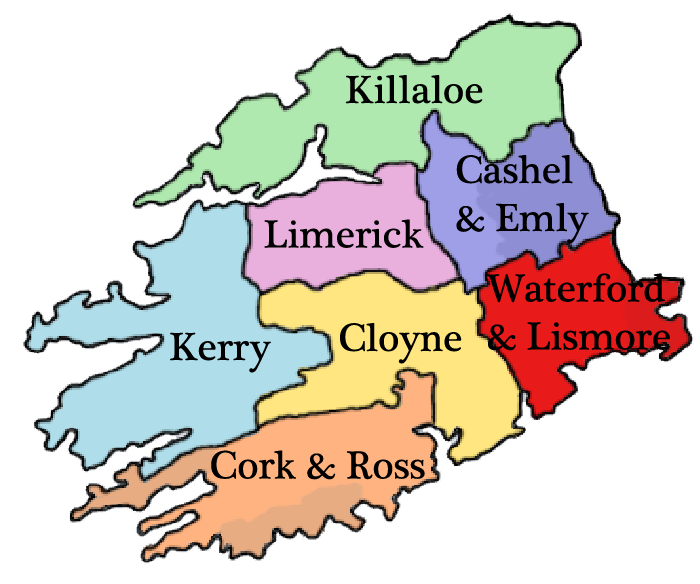
Les diocèses de la province ecclésiastique de Cashel et Emly.

## Historique
Comme les autres diocèses irlandais du premier millénaire, celui de Cloyne était un diocèse de type monastique, où l'abbé, qui n'était pas nécessairement un évêque, gouvernait le district. Le diocèse trouve ses origines dans l'établissement du monastère de Cluain Uama (aujourd'hui Cloyne) de saint Colman vers 580, à l'est de Cork. Une tour ronde et une cathédrale datant d'avant la Réforme subsistent à cet endroit.
Plus tard, Cloyne devient pendant huit siècles le centre du vaste diocèse de Munster. Sept dévastations du monastère ont été enregistrées entre 822 et 1137. Cloyne n'était pas l'un des diocèses établis lors du synode de Ráth Breasail en 1111, mais un évêque gouvernait le diocèse en 1148, ce qui a été reconnu lors du synode de Kells en mars 1152, il s'agit de Gilla na Naem Ua Meuichertaig (latin : Nehemias) mort en 1149. Cloyne devient l'un des douze sièges suffragants de l'archidiocèse de Cashel. 
Il disparaît en 1429 lors de son union avec le diocèse de Cork.
La séparation des deux diocèses est prononcée le 10 décembre 1747 par le pape Benoit XIV, toutefois le premier nouvel évêque de Cloyne, William Keane, ne sera élu que le 15 janvier 1874.

### Diocèse de Cloyne et Cork (1429-1747)
Le vol des biens ecclésiastiques par les nobles appauvrit les diocèses de Cloyne et de Cork, qui furent unis en 1429 par l'autorité papale, sous l'égide de l'évêque Purcell. Le bienheureux Thaddeus MacCarthy (en) fut évêque de 1490 à 1492. Les évêques de l'époque pénale ont été impitoyablement persécutés, et certains ont subi un emprisonnement cruel ou sont morts en exil.

### Diocèse de Cloyne et Ross (1748-1850)
John O'Brien, auteur d'un dictionnaire irlandais, de poèmes et de traités, fut évêque de Cloyne et Ross de 1748 à 1769. Depuis 1769, les évêques de Cloyne, à l'exception du Dr Timothy Murphy, résidaient à Cobh (anciennement Queenstown), au nord du port de Cork.

### Diocèse de Cloyne
Les diocèses de Cloyne et de Ross ont été séparés en 1850. Suite à l'assouplissement des pires éléments des lois pénales, « ... le diocèse, dépouillé de toutes ses anciennes églises, écoles et maisons religieuses, a dû être entièrement rééquipé. Une centaine d'églises simples ont été construites entre 1800 et 1850 ». Après la séparation de Ross, l'évêque William Keane a planifié une cathédrale pour Cobh afin de remplacer l'église paroissiale inadéquate de l'époque.

## Quelques évêques
- 1148-1149 : Gilla na Náem Ua Muirchertaig
- 1894-1935 : Robert Browne
- 1935-1956 : James Roche
- 1957-1987 : John Ahern
- 1987-2010 : John Magee, S.P.S.
- Depuis le 25 novembre 2012 : William Crean (en)

## Source
- (en) T.W Moody, F.X. Martin, F.J. Byrne A New History of Ireland IX Maps, Genealogies, Lists. A companion to Irish History part II . Oxford University Press réédition 2011  (ISBN 9780199593064)